# Boleslav (syn Děpolta III.)
Boleslav († 9. duben 1241) byl synem Děpolta III. a jeho manželky Adély Zbyslavy Slezské.
Podle Dalimila zemřel Děpolt III. někdy v roce 1223 při obraně Kouřimi. Jeho rodina se uchýlila na dvůr Jindřicha I. Bradatého a synové Děpolta III. se už do Čech nevrátili (král už totiž držel moc pevně v rukou). Svůj vliv tak už děpoltičtí bratři nezískali.

## Život
Ota Magdeburský (1191 - 1226) se snažil naklonil si císaře Fridricha II., ovšem bez většího úspěchu. Děpolt IV. Bořivoj získal roku 1234 hrad Śrem, ale zemřel při jeho obraně o rok později. Soběslav, správce hradu Lubuš, zemřel před rokem 1247.
Samotný Boleslav se naposledy objevil ve slezském vojsku v bitvě u Lehnice (9.4.1241). Kníže Jindřich II. Pobožný rozdělil své síly na 4 části: první vedl právě Boleslav; Poláky vedl Sulislav, bratr již padlého krakovského purkmistra; své vojáky vedl Měšek II. Tlustý kníže opolský (možná i němečtí rytíři); Jindřich vedl Slezany, Moravany, templáře a maltézské rytíře.
Mongolové svou taktikou dokázali oddělit evropské jezdce od pěchoty. Lučištníci nebyli proti brnění rytířů příliš efektivní, proto stříleli do jejich koní. Těžká mongolská jízda pak neměla větší problém a těžkopádné obrněnce na zemi masakrovala.
Jindřich Pobožný i Boleslav v bojích padli.